# Großes Kar
Das Große Kar oder Koralmkar ist ein rund 200 Hektar großes Kar in der Koralpe im österreichischen Bundesland Kärnten. Aufgrund der Vorkommen einiger seltener Pflanzenarten wurde es von der Kärntner Landesregierung als Naturschutzgebiet „Koralm-Kar“ ausgewiesen. Von den glazial geprägten Karen, deren größtes das Koralmkar ist, leitet sich der Gebirgsname Koralpe ab.

## Lage und Umgebung
Das Große Kar erstreckt sich auf dem Gemeindegebiet von Frantschach-St. Gertraud in einer Seehöhe von 1740 m ü. A. bis unter die höchsten Gipfel der Koralpe. Das nach Norden hin offene Kar ist im Osten durch den Hauptkamm des Gebirgszugs mit Hühnerstütze (1989 m) und Seespitz (2066 m), über den die Grenze zur Steiermark verläuft, im Süden und Westen durch den Großen Speikkogel (2140 m) und den Steinschneider (2070 m) umrahmt. Entwässert wird dieses größte von sechs Karen der südlichen Koralpe durch den Rassingbach, der flussabwärts den Pomswasserfall bildet, ehe er über den Prössingbach der Lavant zufließt. Durch das Gelände führen zwei bedeutende Wanderwege: der Verbindungsweg zwischen Grillitschhütte und Koralpenhaus, der südlich des Moschkogels vom Nord-Süd-Weitwanderweg abzweigt sowie der Aufstieg vom Feriendorf bzw. Skizentrum Koralpe durch den Rassinggraben. Beide Wege laufen nahe der markanten Felsformation „Hotel Kar“ zusammen und führen von dort bergauf zum Sender auf dem Steinschneider.

## Geologie und Geomorphologie

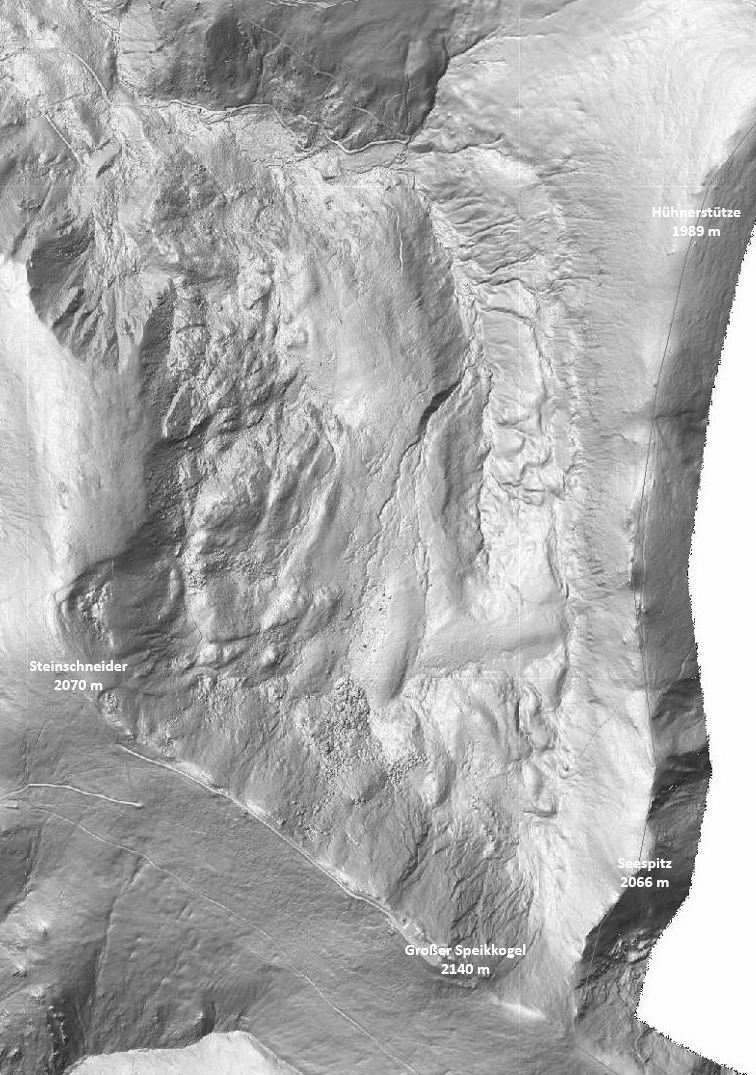
DGM-Ansicht des Kars

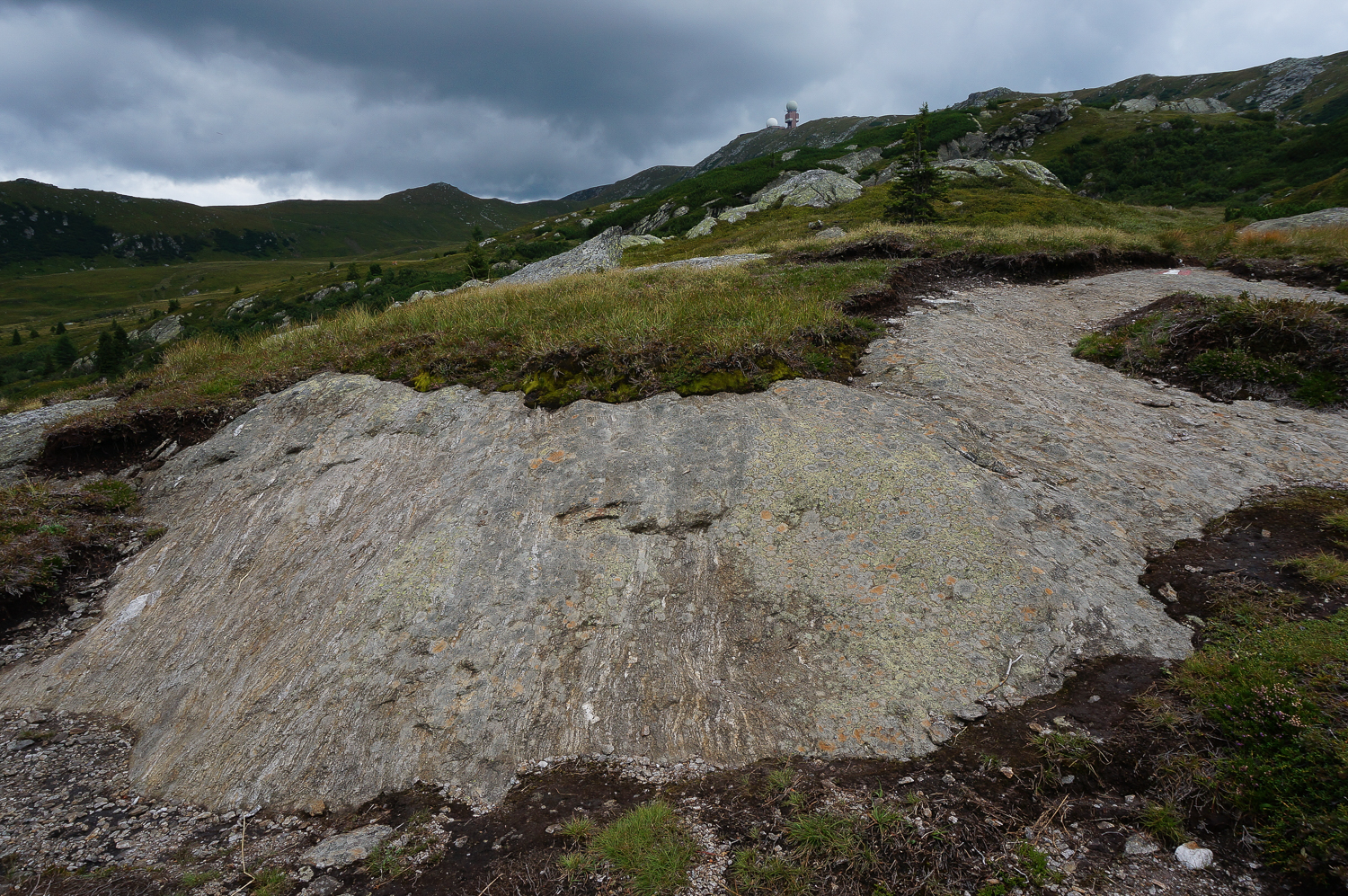
Gletscherschliff im Großen Kar

Das Große Kar und seine Umrahmung sind aus unterschiedlichen Schiefergneisen (Plattengneis, pegmatoider Gneis) und Paragneisen (Biotitgneis, Schwanberger Gneis, Glimmerschiefer) aufgebaut. Darin eingeschaltet sind Marmore, Amphibolite, Eklogitamphibolite und Pegmatite.
In den höchsten Bereichen der Koralpe bestehen die am besten entwickelten glazialen Formen des gesamten Steirischen Randgebirges. Die Kare auf der steirischen Seite stellen glazial überformte Talschlüsse des miozän-pliozänen Talsystems der tertiären Ostabdachung dar, wohingegen diese Niveaus aufgrund pleistozäner Zerschneidung am steilen Kärntner Westabfall zum Lavanttal kaum erhalten sind. Weder beim Großen Kar noch beim westlich davon gelegenen Erlenloch ist der Anschluss an ein altes Talsystem deutlich ausgeprägt. Der längste von drei Gletschern im Koralpengebiet, der Rassinggletscher, hatte sein Nährgebiet im Großen Kar und reichte bis auf 1250 oder 1300 m in den Rassinggraben hinab. Seine größte Mächtigkeit erreichte der Gletscher während der Würm-Kaltzeit nordöstlich des Steinschneiders. Die Kämme blieben auch während der Kaltzeiten eisfrei. In Folge des Rückzuges hinterließ der Rassinggletscher drei gut erkennbare Moränen, die jeweils einem Rückzugsstadium entsprechen.
In der West- und Südwestumrahumg des Kars führt das Vorkommen plattigen Streifengneises, einem Übergangstyp von Gneisquarzit zu Plattengneis, in Kombination mit dessen tektonischer Stellung (30 bis 40 Grad nordöstlich einfallend) zu Wandbildungen. Die ostexponierten Kareinhänge sind durch Grobblockhalden, die in postglazialen Felsstürzen entstanden, gekennzeichnet. Die über den Karboden verstreuten, für die Koralpe charakteristischen Felsöfen wurden unter subtropischen Bedingungen herausgewittert und später freigelegt.

## Pedologie
Im Großen Kar dominieren Braunerden mit mineralisch bedingt wenig ausgeprägten Podsolierungserscheinungen. Anstehendes Gestein ist lediglich im Bereich der Öfen und in Gestalt von Plattenschüssen an den Nordhängen des Großen Speikkogels anzutreffen. Der Karboden selbst ist von glazialem Moränenmaterial bedeckt, kleinräumige Kalkeinflüsse besorgen die Marmorzüge und -linsen. Von der Gipfelflur bis in den Karboden folgen aufeinander seichtgründige carbonatfreie Rohböden aus Grobmaterial, Ranker, Moderranker, braune Moderranker, carbonatfreie Braunerden (gesteinsbedingt von kalkbeeinflussten Typen unterbrochen) und podsolige carbonatfreie Braunerden. Die meist mittelgründigen Böden sind texturell durch hohe Schluff- und Humusgehalte in den A-Horizonten gekennzeichnet. Aufgrund der länger andauernden Schneedecke und von den Hängen abfließenden Schmelz- und Niederschlagswassers verfügen die oberen Bodenhorizonte im Karboden über einen Wasserüberschuss, was sich in Trichophorum-Torf als Humusform und Pseudovergleyungserscheinungen ausdrückt.
Die relativ verwitterungsbeständigen, fein- bis mittelkörnig verwitternden Plattengneise sorgen für nährstoff- und basenarme Substrate. Rasch verwitternde Granatglimmerschiefer der Plankogelserie liefern ebenso nährstoffarmes Substrat für die Bodenbildung. Eingesprengte Eklogite und Amphibolite weisen vergleichsweise hohe Gehalte an Calciumoxid und Magnesiumoxid auf, welche für die Verfügbarkeit von Basen von größerer Bedeutung sind. Unterhalb der calciumreichen, aber magnesiumarmen, kontinuierlich verwitternden Marmorbänder gedeihen eine Reihe von Kalk- und Basenzeigern.

## Vegetation

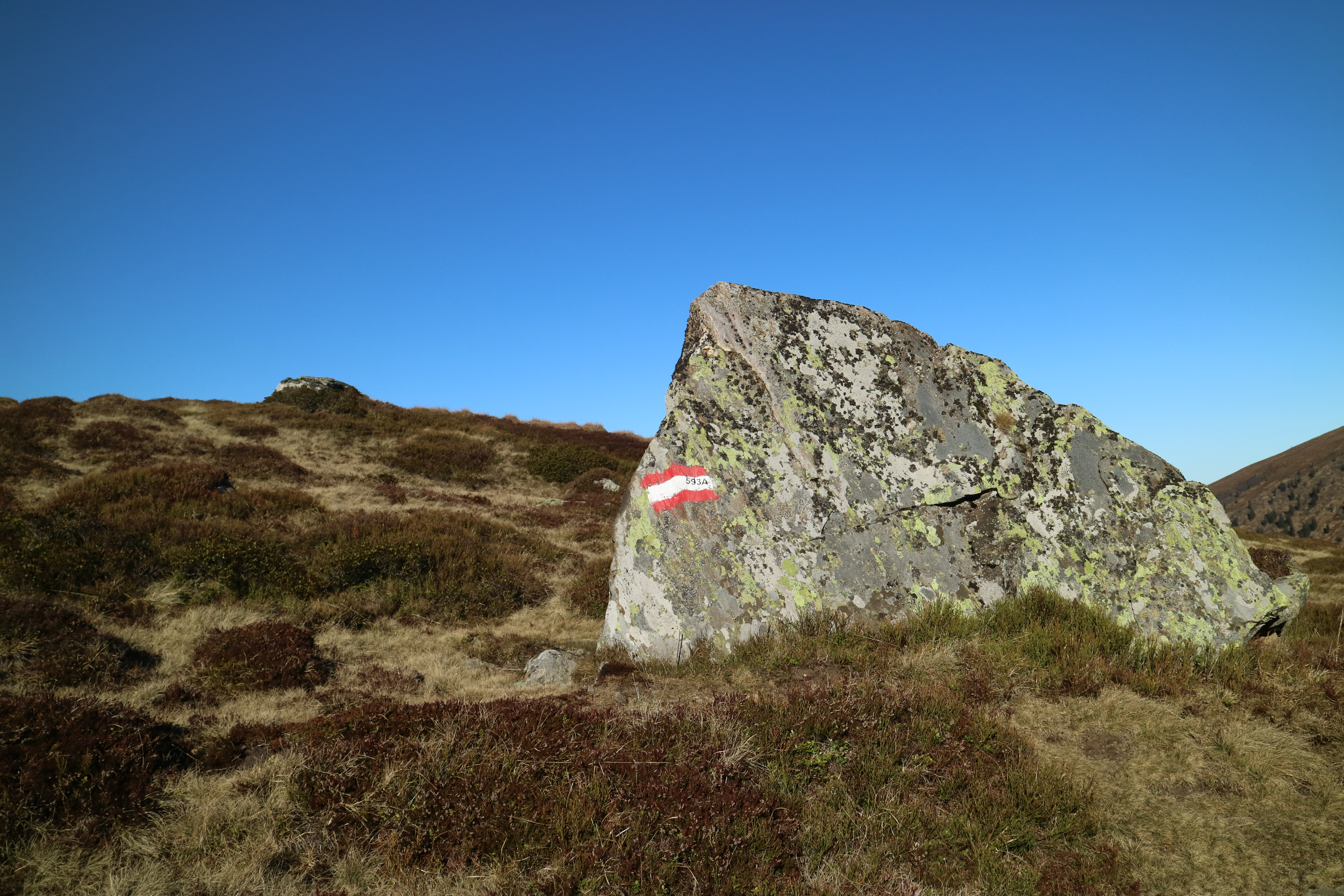
Felsblock mit Gämsheide-Spalieren

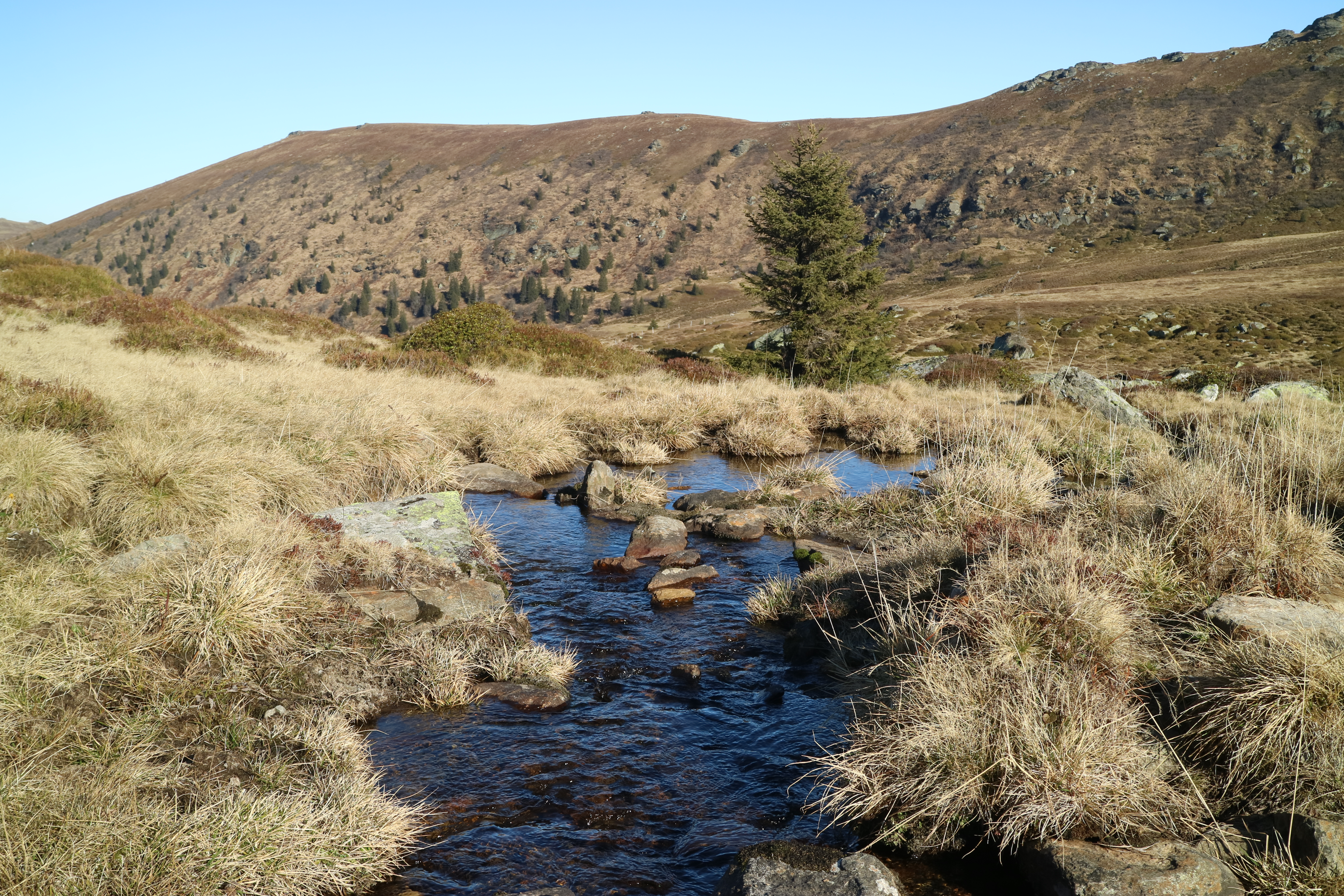
Bachlauf mit Krummseggen-Rasen

Das Große Kar hat Anteil an zwei Vegetationshöhenstufen. Der Karboden liegt in der subalpinen Stufe mit Fichtenwäldern sowie Weiderasen und Zwergstrauchheide als Ersatzgesellschaften, die Hänge werden von der (unteren) alpinen Stufe mit alpinen Grasheiden, windexponierten Zwergstrauchheiden und Flechtenheiden eingenommen. Die Vegetationsdecke ist von anthropogen bedingt waldfreien Pflanzenformationen geprägt, wobei aufgrund der morphologischen Verhältnisse kaum großflächig einheitliche, sondern vielmehr kleinräumig-mosaikartig verteilte Vegetationseinheiten vorherrschen.
Eine im Jahr 1997 durchgeführte botanische Erhebung ergab 16 verschiedene Vegetationseinheiten im Großen Kar. Im Feinschutt, der sich aus kleinen Blöcken und plattigen Steinen überwiegend aus Glimmerschiefer zusammensetzt, wachsen eine Reihe von Krustenflechten mit relativ großen hygrischen Ansprüchen sowie weitere Flechtenarten und vereinzelt Zwergsträucher. Der am Fuß der Nordhänge in Form von Halden ausgebildete Grobblockschutt aus Gneis und Schiefergneis ist mit annähernd geschlossenen Beständen von Silikatflechten-Synusien bewachsen. Weite Teile des Kars und seiner Umrahmung sind von Gämsheide-Spalieren und Krummseggen-Rasen bedeckt. Im Karboden dominieren Borstgrasweiden, wobei an kalkbeeinflussten Stellen Mischrasen sowie vielerorts ein Mosaikkomplex aus Borstgrasweiden und Zwergstrauchgebüschen besteht. Kleinflächig und gut abgegrenzt sind am Fuß der Steilhänge Lägerfluren ausgebildet, die vom Weidevieh als Ruheplätze genutzt werden. An der westlichen Umrahmung des Kars bestehen lokal Schneebodengesellschaften, entlang der Bachläufe sowie an mehr oder weniger flachen Stellen treten Moorgesellschaften in Erscheinung. Die Hochstaudenvegetation erreicht lediglich an den nordostexponierten Steilhängen der Westumrahmung eine größere Ausdehnung. Zwischen den Gneis- und Schieferblöcken an den nordost- und westexponierten Hängen gedeihen Alpenrosengebüsche. Kleinflächig darin eingeschlossen sind Silikat-Latschengebüsche, wohingegen Latschen-Hochmoorgesellschaften auf die Torfböden des Kars beschränkt sind. Grünerlengebüsche nehmen als Dauergesellschaft die von Lawinen und Felsstürzen gefährdete Bereiche sowie als Ersatzgesellschaft ehemalige Waldflächen ein. Nördlich anschließend an das Kar beherrschen Fichtenwälder der subalpinen Höhenstufe das Vegetationsbild.
Im Großen Kar kommen zwei Endemiten vor. Die Sturzbach-Gämswurz, deren Verbreitungsgebiet sich auf die Koralpe beschränkt, bildet im Großen und Kleinen Kar sowie entlang des Rassingbaches besonders ausgedehnte Bestände. Sie wird auf Kärntner Seite des Gebirges als potenziell gefährdet, auf steirischer Seite als stark gefährdet eingestuft. Das Pacher-Felsenblümchen (Draba pacheri), das von den Hohen Tauern bis zur Koralpe verbreitet ist, wächst im Gebiet des Großen Kars auf basenreichem Marmor und wird als gefährdet eingestuft.

## Naturschutz
Nachdem auf steirischer Seite des Koralpengebiets bereits 1981 das Naturschutzgebiet Seekar-Bärental eingerichtet worden war, erließ die Kärntner Landesregierung ein Jahr später ihrerseits das unmittelbar daran anschließende Naturschutzgebiet Koralm-Kar. Neben dem gesamten Großen Kar umfasst das Schutzgebiet im Ausmaß von 320 Hektar Teile des oberen Rassinggrabens sowie das talauswärts anschließende Kleine Kar.